# Zyginopsis marginata
Zyginopsis marginata är en insektsart som först beskrevs av Sulzer 1761.  Zyginopsis marginata ingår i släktet Zyginopsis och familjen dvärgstritar. Inga underarter finns listade i Catalogue of Life.